# Estats de Rydberg

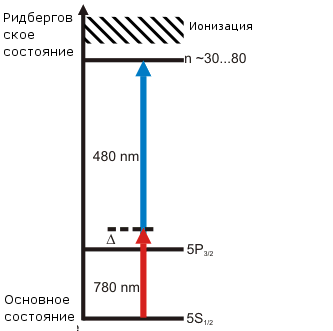
Estats de Rydberg.

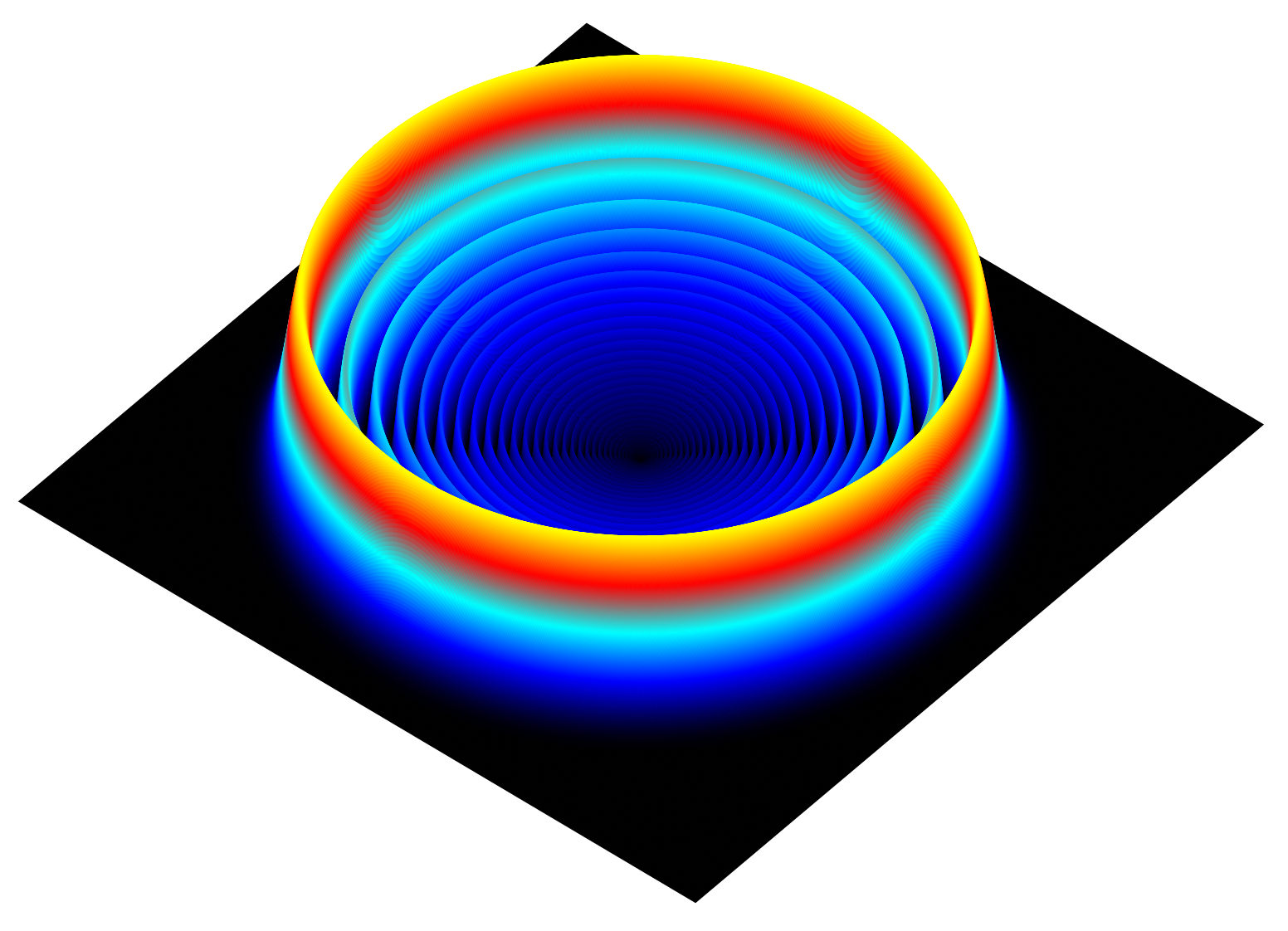
Distribució de probabilitat d'un àtom de Rydberg en l'estat d'hidrogen dels 35 s.

Els estats de Rydberg d'un àtom o molècula són estats excitats electrònicament amb energies que segueixen la fórmula de Rydberg mentre convergeixen en un estat iònic amb una energia d'ionització. Tot i que la fórmula de Rydberg es va desenvolupar per descriure els nivells d'energia atòmica, s'ha utilitzat per descriure molts altres sistemes que tenen una estructura electrònica aproximadament similar a l'hidrogen atòmic. En general, a nombres quàntics principals prou alts, un sistema de nucli electroiònic excitat tindrà el caràcter general d'un sistema hidrogènic i els nivells d'energia seguiran la fórmula de Rydberg. Els estats de Rydberg tenen energies que convergeixen en l'energia de l'ió. El llindar d'energia d'ionització és l'energia necessària per alliberar completament un electró del nucli iònic d'un àtom o molècula. A la pràctica, un paquet d'ona Rydberg es crea mitjançant un pols làser sobre un àtom hidrogènic i, per tant, pobla una superposició d'estats de Rydberg. Les investigacions modernes que utilitzen experiments amb bomba amb sonda mostren vies moleculars, per exemple, la dissociació de (NO)₂, a través d'aquests estats especials.
Les sèries de Rydberg descriuen els nivells d'energia associats amb l'eliminació parcial d'un electró del nucli iònic. Cada sèrie Rydberg convergeix en un llindar d'energia d'ionització associat a una configuració particular del nucli iònic. Aquests nivells d'energia de Rydberg quantificats es poden associar amb la imatge atòmica quasi clàssica de Bohr. Com més us acosteu a l'energia del llindar d'ionització, més gran serà el nombre quàntic principal i menor serà la diferència d'energia entre els "estats de Rydberg propers al llindar". A mesura que l'electró es promou a nivells d'energia més alts, l'excursió espacial de l'electró des del nucli iònic augmenta i el sistema s'assembla més a la imatge quasiclàssica de Bohr.
L'energia dels estats de Rydberg es pot refinar mitjançant la inclusió d'una correcció anomenada defecte quàntic a la fórmula de Rydberg. La correcció del "defecte quàntic" s'associa amb la presència d'un nucli iònic distribuït. Fins i tot per a molts sistemes moleculars excitats electrònicament, la interacció del nucli iònic amb un electró excitat pot assumir els aspectes generals de la interacció entre el protó i l'electró de l'àtom d'hidrogen. L'assignació espectroscòpica d'aquests estats segueix la fórmula de Rydberg i s'anomenen estats de molècules de Rydberg.